# Kloakledninger Prøvestenen
Kloakledninger Prøvestenen er en dansk virksomhedsfilm fra 1962. Det er en stumfilm i farve.

## Handling
Højgaard & Schultz lægningsarbejde af kloakledninger på Prøvestenen i samarbejde med Melchior & Voltelen. Filmen er optaget i 8 mm.